# Воронин, Павел Андреевич

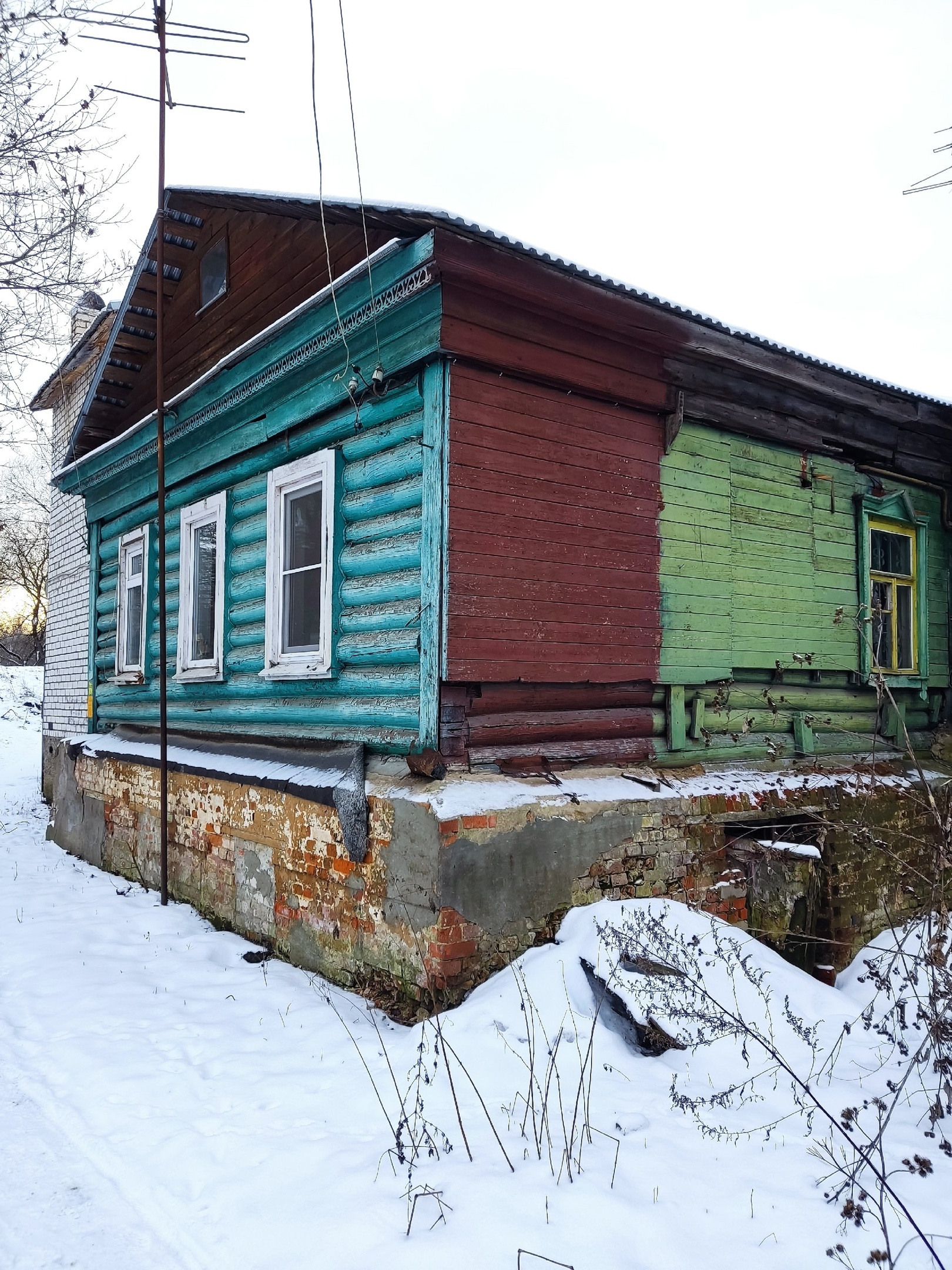
Дом на Киёвке, 37 (Калуга), в полуподвале которого с 1914 по 1920 годы жили Воронины (видны заложенные окна).

Па́вел Андре́евич Воро́нин (12 июля 1903, Калуга — 8 сентября 1984, Москва) — советский военачальник, генерал-майор инженерно-авиационной службы (1944), генеральный директор авиационного производственного объединения «Знамя Труда» (Московский завод № 30), дважды Герой Социалистического Труда (1941, 1982), лауреат Ленинской премии (1976).

## Биография
Родился 12 июля 1903 года в Калуге.
В 1920 году уехал к родственникам в Москву, где устроился на авиационный завод № 1 учеником слесаря. Дальнейшее образование Воронин продолжил сначала в вечернем техникуме, а позже в машиностроительном институте имени И. И. Лепсе. В 1936 году был на восемь месяцев командирован в США для изучения авиационного производства.
В предвоенные годы по его инициативе и при поддержке Наркомата авиапромышленности на заводе № 1 был создан опытно-конструкторский отдел для разработки высотного скоростного истребителя, способного противостоять немецкому Me-109E. Новый отдел возглавили А. И. Микоян и М. И. Гуревич.
В 1940 году Павел Андреевич был назначен заместителем наркома авиационной промышленности СССР. С началом войны именно на его плечи легла задача эвакуации авиационных предприятий на восток страны и налаживание в кратчайшие сроки серийного выпуска самолётов.
В 1946 году Павел Андреевич был назначен директором созданного на бывшей территории ГАЗ № 1 авиазавода № 30,получившего впоследствии наименование ММЗ «Знамя труда». Под его руководством завод продолжал выпуск известных на весь мир самолётов микояновской конструкторской школы. Среди них был открывший эру реактивной авиации МиГ-9, а также: первый сверхзвуковой истребитель МиГ-19, всепогодный МиГ-21 и МиГ-23 с изменяемой стреловидностью крыла. Кроме того, на заводе выпускались самолёты КБ Илюшина — ИЛ-12, ИЛ-14, ИЛ-18 (ИЛ-2 выпускался в предвоенные и военные годы).
Павел Андреевич пользовался огромным, практически непререкаемым, авторитетом у руководителей, инженеров и рабочих завода. Отличался большой скромностью и душевностью. По воспоминаниям старых работников, по заводу всегда ходил пешком, со всеми здоровался. Все начальники цехов и отделов имели обычай заходить по утрам в кабинет директора — поздороваться, обсудить рабочие моменты. Когда ему привезли в кабинет ковёр — отдал его в заводской детский сад.
Умер 8 сентября 1984 года в Москве, похоронен на Новодевичьем кладбище в Москве.

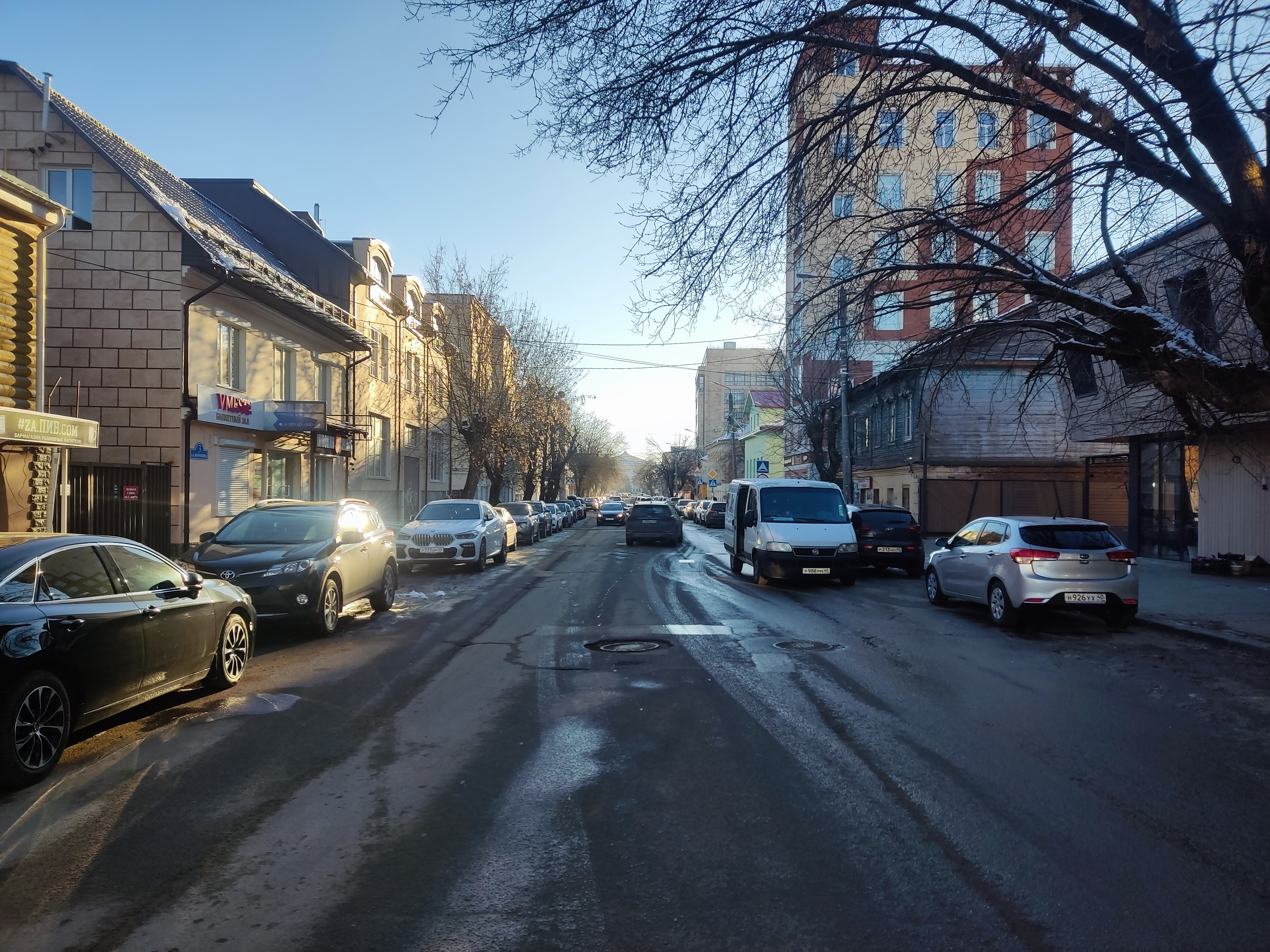
Улица П.А. Воронина в Калуге

## Награды
- дважды Герой Социалистического Труда (08.09.1941[1], 02.02.1982)
- 7 орденов Ленина (в том числе 08.09.1941, 25.05.1944, 22.07.1966, 02.02.1982)
- орден Октябрьской Революции (1974)
- орден Кутузова 1-й степени (16.09.1945)
- орден Суворова 2-й степени (19.08.1944)
- орден Трудового Красного Знамени (31.12.1940)

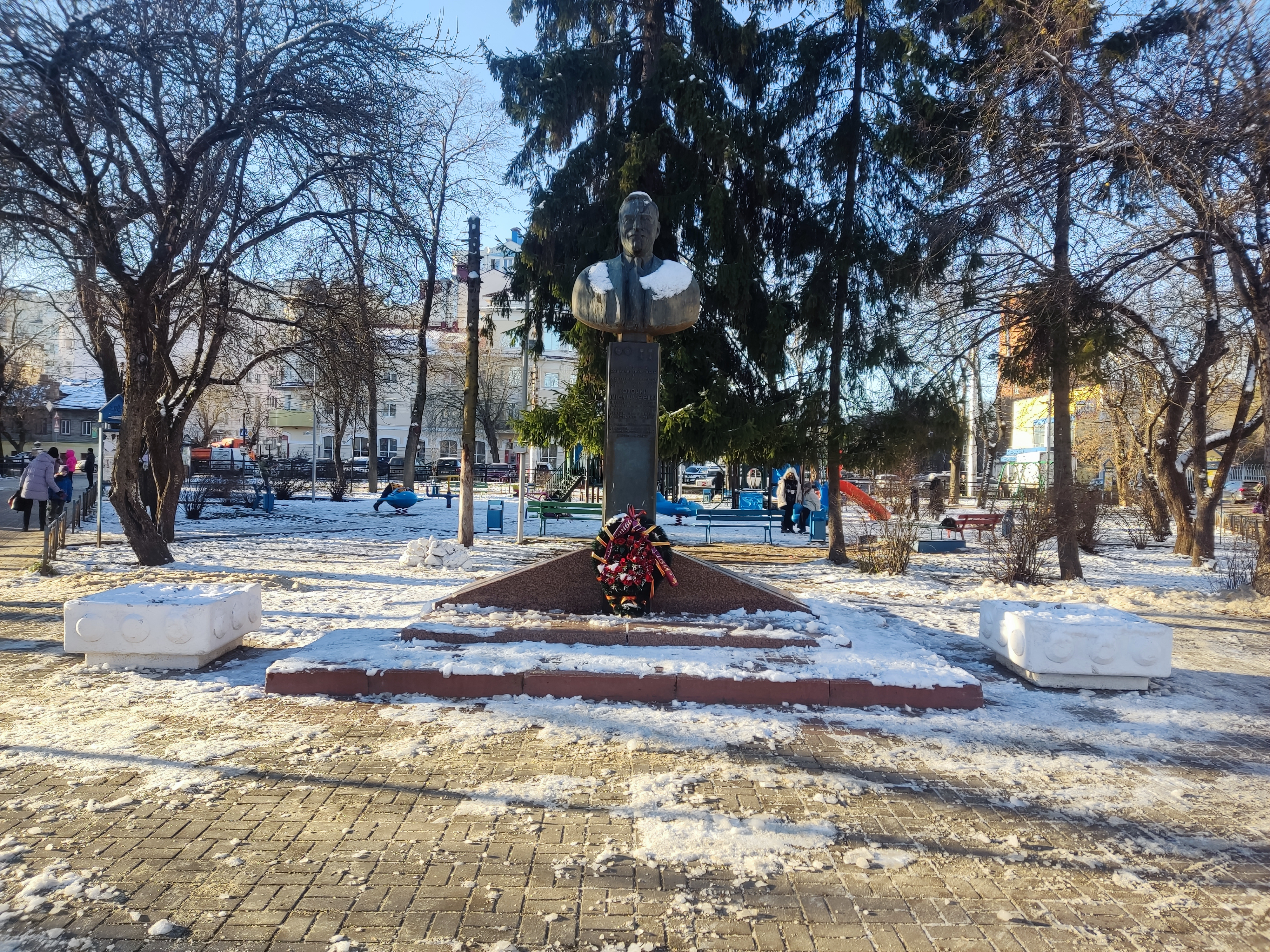
Памятник П.А. Воронину в сквере его имени (Калуга)

- медали
- Ленинская премия (1976)

## Память
На его родине, в Калуге, установлен бронзовый бюст, его именем названы улица и сквер.
Его имя присвоено Производственному центру РСК «МиГ», где установлена мемориальная доска в его честь.
На доме по Ленинградскому проспекту в Москве, где проживал Воронин, 08.09.2015 была установлена мемориальная доска в его честь.